# Шлуночковий допоміжний пристрій

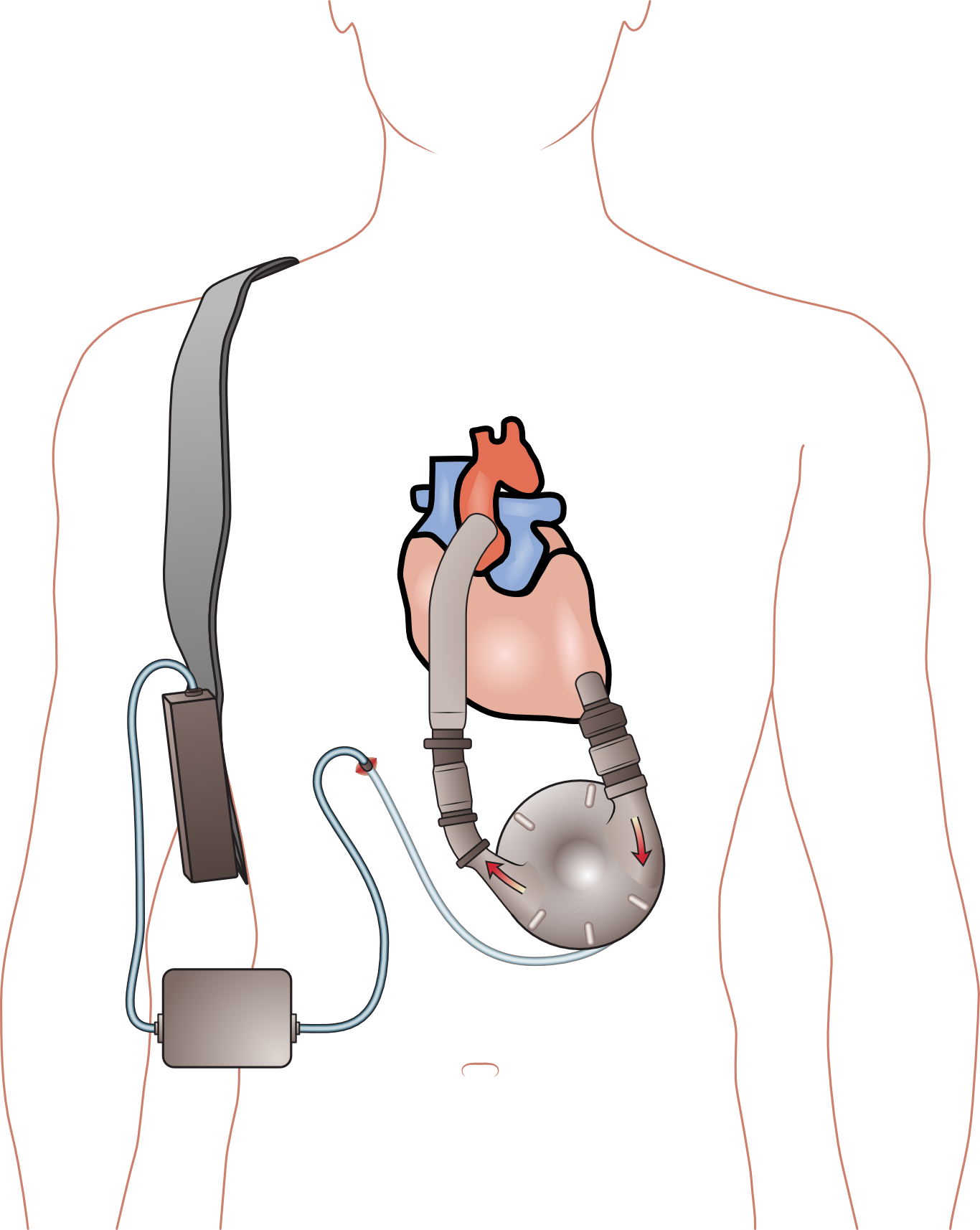

Штучний шлуночок серця (Шлуночко́вий допоміжни́й при́стрій, англ. Ventricular assist device — VAD) —  механічний пристрій, що застосовується в кардіохірургії з метою часткової або повної заміни функції шлуночка серця при серцевій недостатності. Його застосування розглядають як тимчасовий етап підтримки функції серця на шляху до трансплантації серця.